# Werner Spalteholz

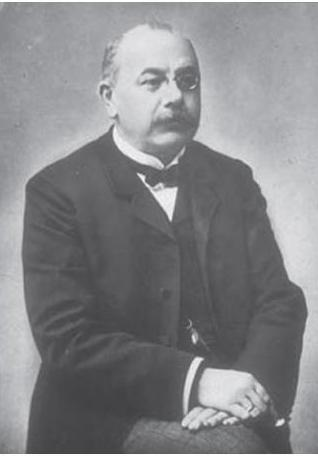
Werner Spalteholz

Werner Spalteholz (* 27. Februar 1861 in Dresden; † 12. Januar 1940 in Leipzig) war ein deutscher Anatom.

## Leben und Wirken
Spalteholz war der Sohn des Kaufmanns Carl Julius Spalteholz, der in der Annenstraße 10 mit Carl Bley 1865 eine Drogen- und Farbhandlung eröffnete. Werner studierte, promovierte und habilitierte sich an der Universität Leipzig, wo er ab 1892 als zweiter Prosektor arbeitete. Von 1905 bis 1929 war er erster Prosektor.
Er arbeitete unter anderem auf dem Gebiet der Aufhellungspräparate und entdeckte eine Möglichkeit, anatomische Präparate durchsichtig zu machen. 1911 wurden auf der 1. Hygieneausstellung in Dresden Präparate, die er angefertigt hatte, gezeigt. Ab diesem Zeitpunkt arbeitete er eng mit dem Hygienemuseum zusammen. Sein Hauptwerk, der Handatlas der Anatomie des Menschen, erschien in drei Bänden ab 1895 und wird heute noch aufgelegt. 1929 wurde Spalteholz emeritiert.
Sein Nachlass wird im Hauptstaatsarchiv Dresden aufbewahrt; ein Großteil seiner Aufhellungspräparate, die sich in der Lehrsammlung des Anatomischen Institutes der Universität Leipzig befanden, wurde im Zweiten Weltkrieg zerstört.

## Schriften (Auswahl)
- Handatlas der Anatomie des Menschen. Leipzig : S. Hirzel (3 Bde.) Band 1 – Internet Archive, Band 2 – Internet Archive, Band 3 – Internet Archive
- Handatlas der Anatomie des Menschen. Rodopi, Amsterdam 1966 (3 Bde.)